# Ruch obrzędowy w Galicji

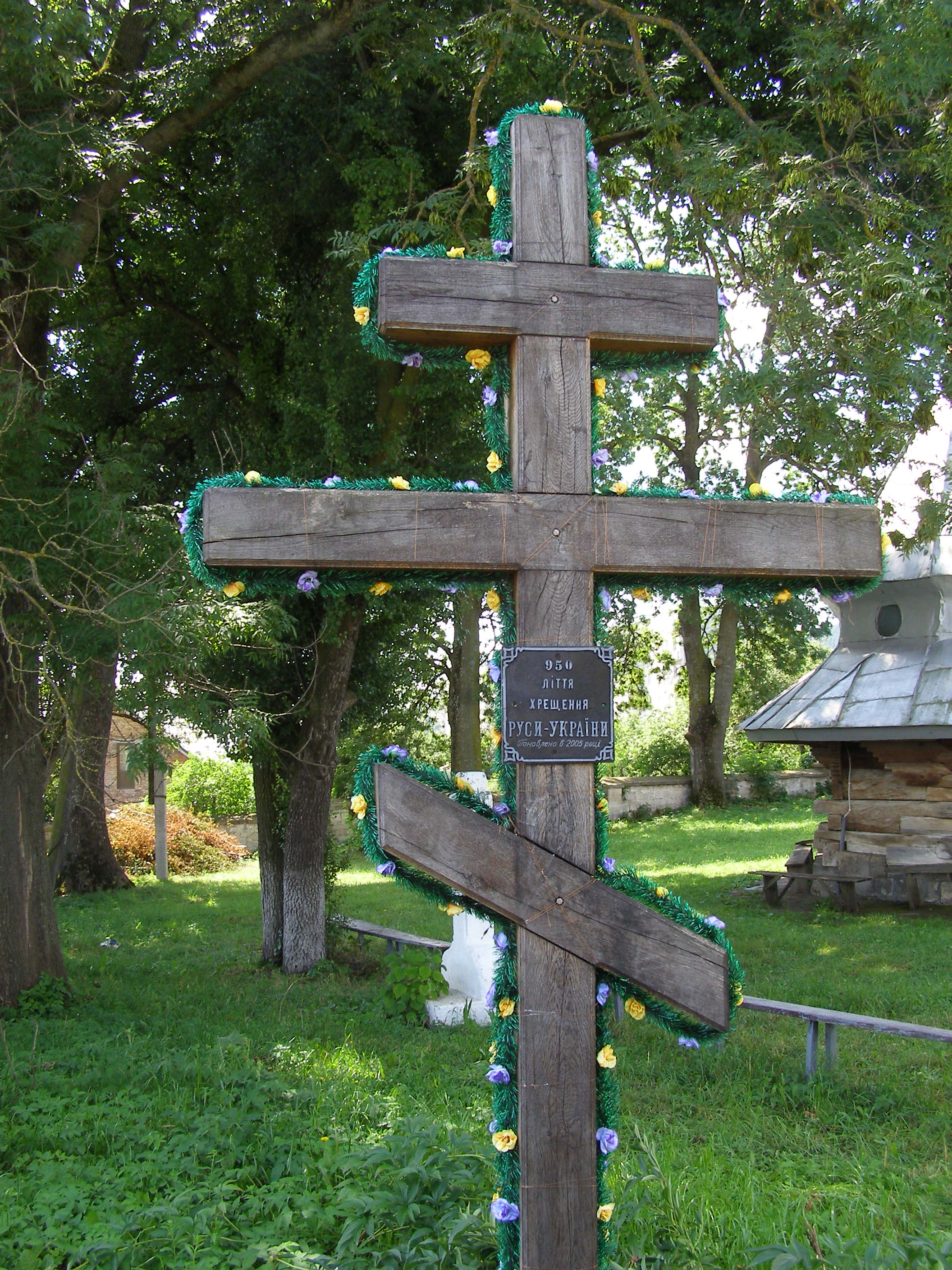
Trójramienny krzyż przy cerkwi św. Mikołaja w Brzeżanach. Krzyż tego typu był symbolem ruchu obrzędowego w Galicji

Ruch obrzędowy w Galicji – działania podejmowane przez duchowieństwo greckokatolickie w Galicji na rzecz usunięcia z liturgii elementów o genezie łacińskiej, jakie pojawiły się w niej między XVII a XIX stuleciem. Był on metodą walki o samostanowienie narodowe Rusinów (Ukraińców) galicyjskich. Wzorem dla duchownych zaangażowanych w ruch obrzędowy były tradycje Rosyjskiego Kościoła Prawosławnego. Ruch obrzędowy, trwający z największą siłą od końca lat 50. XIX w. do początków kolejnej dekady, był prowadzony z inicjatywy oddolnej, bez skoordynowanego planu i bez oficjalnej sankcji hierarchii greckokatolickiej.

## Tło historyczne
W Cerkwi unickiej, posługującej się rytem bizantyjskim, tendencje do przejmowania pewnych elementów rytu łacińskiego (latynizacja) były bardzo silne od samego momentu zawarcia unii brzeskiej. Jedną z przyczyn tego procesu było współistnienie Kościołów wschodniego i zachodniego na ziemiach polskich. Drugim powodem było przekonanie, że przyjmowanie obcych tradycji liturgicznych stanowi dowód lojalności unitów wobec katolicyzmu. Elementy łacińskie, różniące Cerkiew unicką od prawosławnej burzyły stereotyp głoszący, że unia i prawosławie de facto niczym się nie różnią. Na opisywany proces wpływ miało również stanowisko kolejnych papieży, wskazujących ryt łaciński jako doskonalszy od pozostałych obrządków funkcjonujących w Kościele katolickim. Najważniejszymi elementami przejętymi przez Kościół greckokatolicki z obrządku łacińskiego do XIX w. były redukcja ikonostasów, wprowadzenie ołtarzy bocznych, pojawienie się rzeźb o tematyce sakralnej i obrazów niezgodnych z kanonem malarstwa ikonowego, wprowadzenie ławek, adaptacja typowo zachodnich modlitw na grunt wschodni (np. godzinki do świętych prawosławnych), pojawienie się kultu świętych niezwiązanych z Kościołem wschodnim i święta Bożego Ciała, dopuszczenie organów. Na latynizację Kościoła unickiego w szczególny sposób wpłynął Zakon Bazylianów Świętego Jozafata.
Obecność elementów łacińskich w rycie, jakim posługiwała się Cerkiew greckokatolicka w Galicji, stała się przyczyną wybuchu oddolnego fermentu, który przeszedł do historii pod nazwą ruchu obrzędowego.

## Geneza ruchu obrzędowego

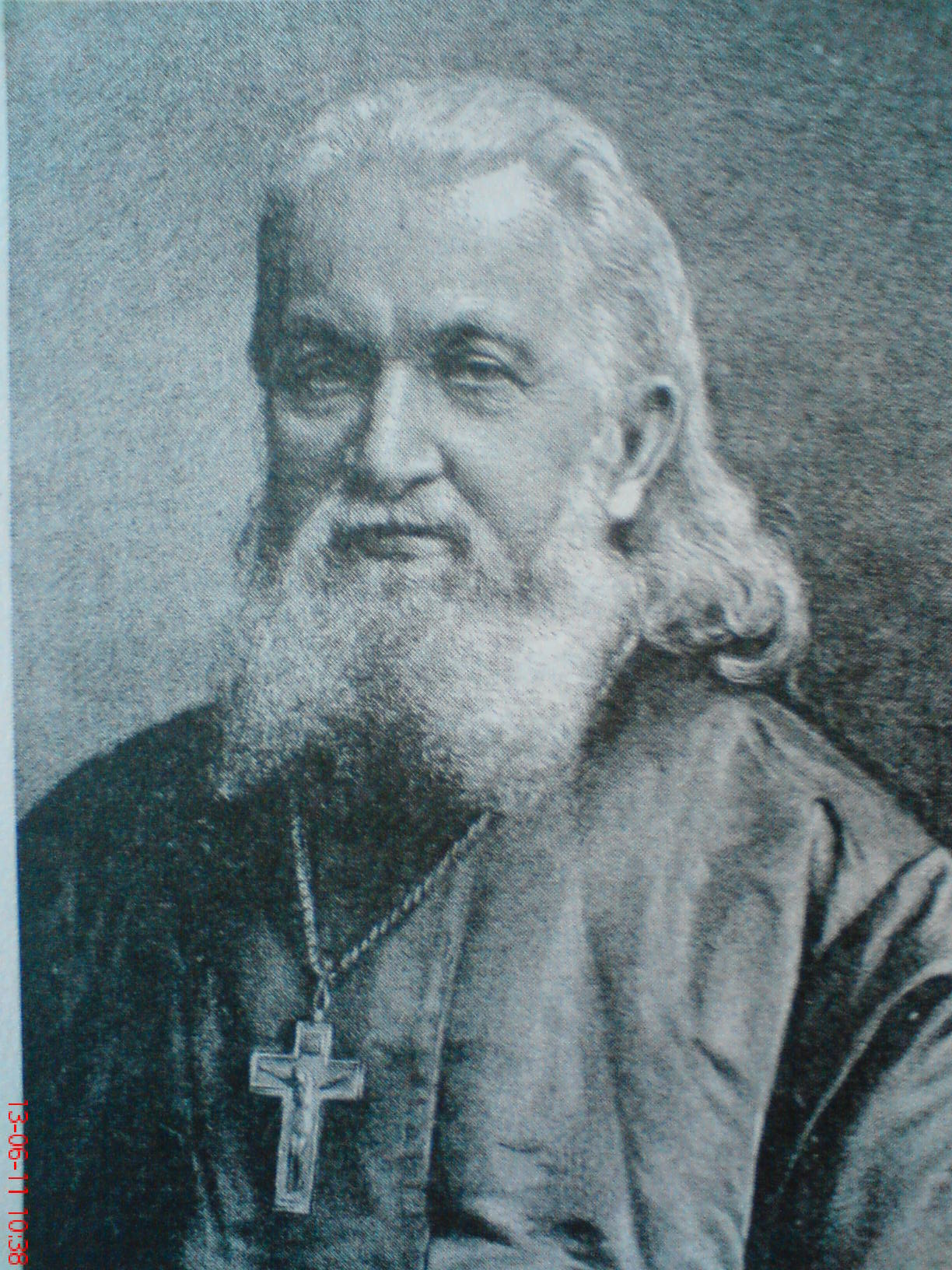
Iwan Naumowycz, jeden z inicjatorów ruchu obrzędowego

Po wydarzeniach Wiosny Ludów w Galicji, liderzy ruchu narodowego Rusinów (Ukraińców) galicyjskich demonstracyjnie podkreślali odmienność kultury ruskiej i polskiej. Przeciwstawienie się dotychczasowym tendencjom latynizacyjnym i oczyszczenie rytu używanego w Kościele greckokatolickim, traktowanym jako Kościół narodowy, traktowano jako obowiązek patriotyczny. Do początku lat 60. XIX wieku temat ten był jednak jedynie przedmiotem dyskusji ukraińskich działaczy narodowych. Impuls rozwojowi ruchu dała działalność ks. Hipolita Terleckiego, dla którego usunięcie naleciałości łacińskich miało być drogą do nowej, pełniejszej unii Kościołów katolickiego i prawosławnego. Niektóre idee ks. Terleckiego podjął znający go ksiądz greckokatolicki Iwan Naumowycz, aktywny działacz narodowy. Duchowny ten zaczął publikować na łamach pisma Słowo artykuły poruszające problem obrządku greckokatolickiego. Wychodził w nich z założenia, że każdy ryt katolicki jest równy pozostałym i posiada tę samą wartość. Wnioskował jednak, że mieszanie obrządków jest nie tylko niestosowne, ale i nielogiczne. Równocześnie utożsamiał dążenie do narodowej emancypacji Ukraińców z uporządkowaniem problemów kościelnych. Hasła głoszone przez ks. Naumowycza i ks. Terleckiego znalazły żywy odzew wśród greckokatolickiego duchowieństwa oraz świeckiej inteligencji ruskiej, wpisując się w entuzjazm narodowy w społeczności Rusinów galicyjskich.
Zdaniem Włodzimierza Osadczego ruch obrzędowy przybrał masowe rozmiary. Powszechnym zjawiskiem stało się usuwanie z cerkwi elementów uznanych za przejawy latynizacji, przy czym poszczególni duchowni, działając na własną rękę, nie zdołali wypracować  jednego wzorca liturgicznego. Powstałe zamieszanie, wynikłe z braku koordynacji, doprowadziło do uznania za właściwy wzorzec praktyk Rosyjskiego Kościoła Prawosławnego (chociaż oficjalnie obrzędowcy twierdzili, że dążą do "niezmiennej tradycji greckiej"). Na grunt galicyjski wprowadzano tradycje rosyjskie podpatrzone np. w nieodległej od granicy austriacko-rosyjskiej Ławrze Poczajowskiej. Wiele z tych elementów raziło greckokatolickich wiernych.
Tocząca się równolegle w prasie ukraińskiej dyskusja na temat obrządków katolickich uległa znacznej radykalizacji. Początkowe hasła równości rytów zostały zarzucone na rzecz zdecydowanej krytyki obrządku łacińskiego. Zwolennicy ruchu obrzędowego nie tylko głosili szczególne znaczenie obrządku bizantyjskiego dla całej historii chrześcijaństwa, ale i krytykowali Kościół łaciński i z rezerwą traktowali niektóre jego dogmaty. Równocześnie deklarowali jednak wierność katolicyzmowi w obrządku wschodnim. Symbolem ruchu obrzędowego stał się trójramienny krzyż prawosławny. Ruch obrzędowy w Galicji był interpretowany przez galicyjskich Polaków jako dowód zamiarów przejścia na prawosławie. Jednak inicjatorzy ruchu stanowczo jednak zaprzeczali, jakoby przyświecały im podobne intencje.

## Reakcja hierarchii greckokatolickiej
Samorzutne działania duchownych greckokatolickich doprowadziły do chaosu w życiu liturgicznym Cerkwi unickiej. Z tego powodu już 10 stycznia 1862 metropolita lwowski Hryhorij Jachymowycz nakazał kapłanom zaprzestania samodzielnych zmian w obrządku. Popierał jednak ogólny kierunek ich działań i powołał komisję, która miała w systematyczny sposób zająć się problemem. Zapowiedział również zwołanie Synodu prowincjonalnego, który miałby poruszać problem rytu. Plan ten uniemożliwiła nagła śmierć metropolity, o której spowodowanie Ukraińcy galicyjscy podejrzewali Polaków.
Następca Jachymowycza na urzędzie metropolity, Spirydion Litwinowicz, negatywnie odnosił się do ruchu obrzędowego. Obłożył karami kościelnymi wielu duchownych biorących w nim udział i doprowadził do wyciszenia prasowej debaty o obrządku. Dziennikowi Słowo wytoczył proces sądowy. Sankcje te nie spowodowały całkowitego wygaśnięcia ruchu. Problem puryfikacji obrządku wrócił po aferze Hniliczek, a także na Lwowskim Synodzie Prowincjonalnym w 1891. Po 1895 metropolia lwowska wydała nowe księgi liturgiczne, w których szereg elementów pochodzenia łacińskiego został usunięty. Nie zostały one jednak przyjęte powszechnie w całej Cerkwi ukraińskiej.
W ocenie Włodzimierza Osadczego szczere dążenie działaczy greckokatolickich do odnalezienia swojej tożsamości religijnej i narodowej doprowadziło ich do bezrefleksyjnego powtarzania wzorców rosyjskich. Jedną z jego konsekwencji stały się konwersje na prawosławie praktycznie wszystkich liderów ruchu (Iwana Naumowycza, Mikołaja Liwczaka, Pyłypa Djaczana), którzy, początkowo deklarując przywiązanie do katolicyzmu, w miarę poznawania teologii prawosławnej uznali Kościół unicki za niepełny.